# ادیک میناسیان
ادیک گارگینی میناسیان (ارمنی: Էդիկ Գարեգինի Մինասյան؛ زادهٔ ۲۷ ژوئن ۱۹۵۶) تاریخ‌نگار اهل ارمنستان است.

## زندگی‌نامه
وی در ۲۷ ژوئن ۱۹۵۶ در ووسکتاس، شهرستان تالین به دنیا آمد و از دانشکده تاریخ دانشگاه دولتی ایروان فارغ‌التحصیل گشت. وی برنده جوایزی همچون مدال موسس خورناتسی، مدال یادبود نخست‌وزیر ارمنستان و مدال طلای یادبود فریتیوف نانسن است.